# Защитные бахилы

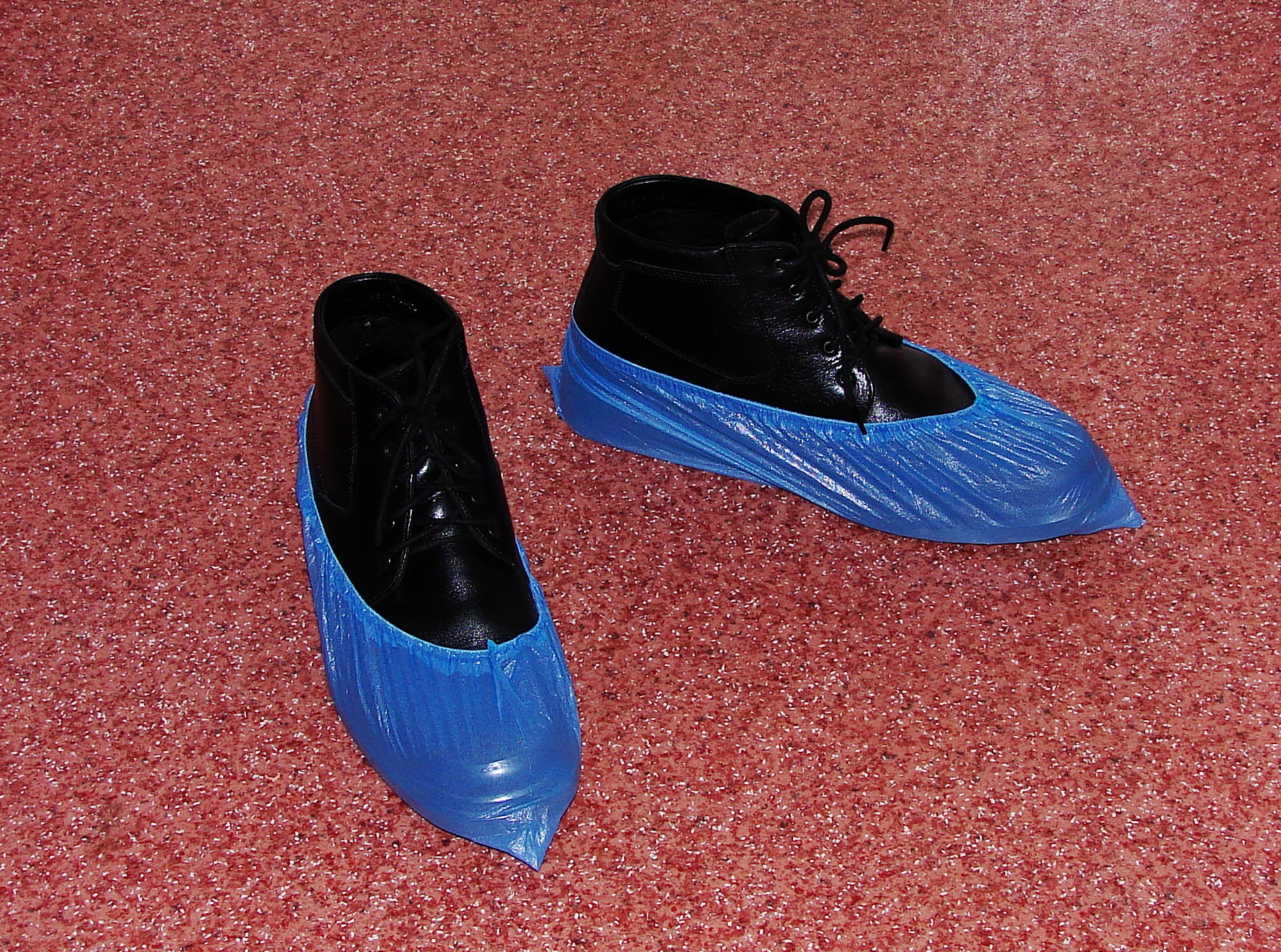
Ботинки в одноразовых гигиенических бахилах из полиэтиленовой плёнки на резинках

Бахи́лы — чехлы или защитные чулки, надеваемые поверху на обувь. 
Бахилы применяются преимущественно в гигиенических целях, для сохранения чистоты помещений от уличной грязи. Используются в медицинских учреждениях, в помещениях особо чистых производств, в музеях, плавательных бассейнах, фитнес-центрах и другом. Бывают разных конструкций, материалов и цветов. Чаще — одноразовые, но есть и многоразовые (к примеру, многоразовые бахилы из толстой мягкой ткани используются в музеях ради сохранения ценных паркетных полов). Также многоразовые тканевые бахилы используются медицинским персоналом в операционных комнатах, надеваются на чистую обувь, а после применения дезинфицируются автоклавированием.

## Бахилы из нетканых материалов
Высокие нетканые бахилы (пятьдесят четыре сантиметра высотой) выпускаются для хирургов. Их делают с разными видами подошв: тракторная, ламинированная.
Низкие нетканые бахилы подходят для посетителей боулинг-клубов, так как надеваются на носки, а не на обувь, и для младшего медицинского персонала, который надевает бахилы на сменную, а не на уличную обувь. Нетканые бахилы бывают разной плотности, от 25 до 35 г/м².

## Бахилы на резинке для посетителей

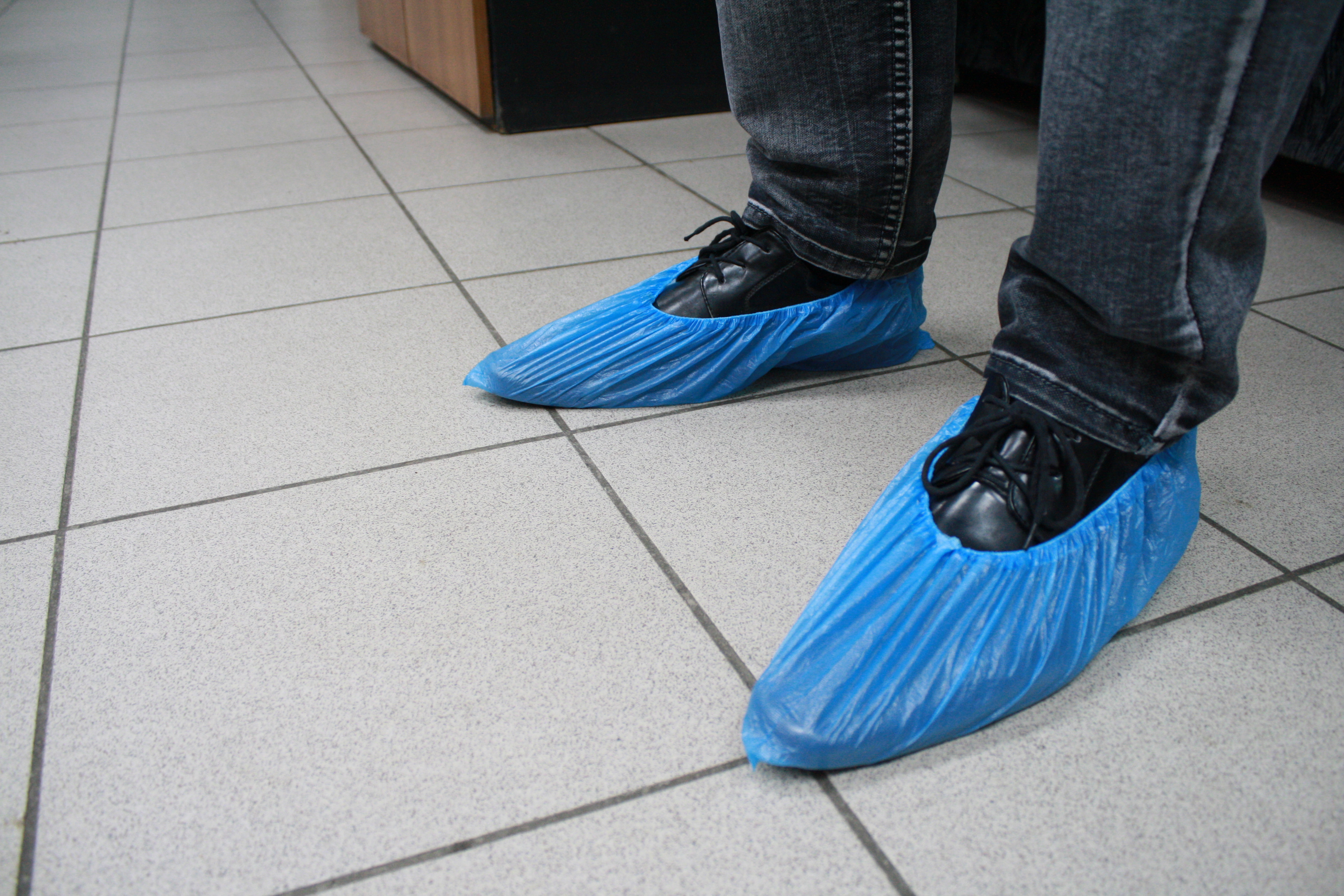
Бахилы

Наиболее распространены низкие одноразовые бахилы для посетителей. Их делают из различных видов полиэтилена на резинке. В случае машинного изготовления добавляется третий компонент: кусочки спанбонда. Бахилы различаются по толщине используемой полиэтиленовой плёнки, качеству и виду материала, а также по способу изготовления.
Для посетительских бахил используется плёнка от 8 до 20 мкм. Хотя на коробках с бахилами производства КНР (в 2009 году они занимали 95 % рынка) часто пишут не реальную, а удвоенную, при этом завышенную плотность. Чтобы понять реальную плотность плёнки, проще оценить вес бахилы. Стандартная бахила с маркировкой «20 микрон» на деле имеет размер 41х15 см, толщину плёнки — 10 микрон и вес — 2,0 грамма/штука.
Материал, из которого делают бахилы — обычно ПНД (HDPE) или ПВД (LDPE). Производители из КНР часто используют малоизвестный в РФ материал — хлорполиэтилен (CPE), в этом случае плёнка получается с маленькими пупырышками, а бахилы — текстурированные. Также на качество плёнки влияет то, первичный или вторичный (переработанный) материал был использован при её производстве.
По способу изготовления бахилы бывают с «ручной» или «машинной» резинкой. При ручном способе производства используются цельные резинки, которые вручную натягиваются на плёнку, края плёнки загибаются и свариваются. При машинном способе резинка из двух катушек подается на 2 края плёнки, плёнка также загибается, сваривается, складывается пополам и в месте соединения резинок к ним приваривается спанбонд.
Надежность бахил зависит от качества плёнки и качества спайки эластичной резинки. В зависимости от класса бахилы способны выдержать на ноге от 5 минут до 5 часов.

## Автоматы для бахил
Бахилы на резинке могут поставляться упакованными в округлые капсулы диаметром 28 мм для продажи посетителям через торговые автоматы. В одну капсулу помещается одна пара бахил. Кроме того, существуют автоматы типа Boot-pack для надевания и снятия бахил.
Автоматы для надевания бахил представляют собой устройство, при помещении стопы во внутренность которого осуществляется надевание бахилы на резинке.
Бахиломат представляет собой устройство, которое осуществляет подачу полиэтиленовой плёнки и фиксацию  её на обуви путём подачи горячего воздуха.

## Защитные бахилы
Также бахилами нередко называют надеваемые поверх обуви защитные чулки, обычно из прочной резины или прорезиненной ткани, входящие в комплект костюмов противохимической и противорадиационной защиты.

## Бахилы в условиях Крайнего Севера
В условиях Крайнего Севера используют в следующих целях:
- Ношение высоких бахил, изготовленных из плотного брезента, поверх тёплой зимней обуви препятствует попаданию снега внутрь (при передвижении по снежной целине). Нога остаётся сухой.
- Кожа человека выделяет определённое количество водяных паров. При нахождении человека на морозе происходит диффузия водяных паров через стенку обуви с последующей конденсацией (см.: точка росы). Конденсация происходит, как правило, в толще материала, из которого изготовлена обувь. Ношением бахил из брезента, неплотно прилегающих к зимней обуви (сапоги, унты, валенки), охотники смещают точку конденсации ближе к наружной поверхности материала (или даже за пределы материала). Обувь не промерзает и остаётся сухой, достаточно снять бахилы и вытряхнуть иней.